# Cratere Antoniadi (Marte)
Antoniadi  è un cratere sulla superficie di Marte.
Il cratere è dedicato all'astronomo greco Eugène Michel Antoniadi.